# Telegeusidae
A Telegeusidae a rovarok (Insecta) osztályában a bogarak (Coleoptera) rendjébe, azon belül a mindenevő bogarak (Polyphaga) alrendjébe tartozó család. Egyes rendszerek a Phengodidae részének tekintik, amiktől főleg szokatlanul módosult szájszerveikben különböznek. Erről kapták angol nevüket is ("long-lipped beetles").

## Elterjedésük
Elterjedési területük az Újvilágra korlátozódik, 3 nembe sorolt 10 fajukkal az Egyesült Államok délnyugati részétől Ecuadorig fordulnak elő. A Telegeusis nem az Egyesült Államok délnyugati részétől Panamáig fordul elő. A Pseudotelegeusis Trinidadból és Panamából, a  Pseudokarumia pedig Costa Ricából ismert.

## Megjelenésük, felépítésük
Kis méretű (2.5–8 mm) bogarak. Testük gyengén kitinizált, lapos, nagymértékben nyújtott, oldalai több-kevésbé párhuzamosak. Fejük nagy, előreálló, az előtornál szélesebb. Szemük nagy, kidülledő. 11-ízű, a szemek közt eredő csápjuk fonalas, fűrészes vagy fésűs. A csáp eredése felülről jól látható, hátrahajtva az előtoron nem nyúlik túl. Állkapcsi, de sokszor ajaktapogatóik is extrém módon megnyúltak és sűrűn pihések, alapi ízük lapított. Előtor rövid, négyszögletes. Szárnyfedőjük jelentősen megrövidült, vége lekerekített, a potroh nagyobbik részét és a hártyás szárnyakat szabadon hagyja. Lábaik rövidek, lábfejképletük 5-5-5. Látható potrohszelvényeik száma 8. Világítószervük nincs.
Lárváik nem ismertek.

## Életmódjuk, élőhelyük
Életmódjuk nagyrészt ismeretlen. A hímek éjszaka repülnek fényre, de táplálkozási szokásaik nem világosak. Nőstényeik és a lárvák teljesen ismeretlenek.

## Rendszerezés
Egyes rendszerezők a Phengodidae család részének tekintik. A Pseudokarumia nemet Ive 2002-es munkája helyezte át ide a Dascillidae családból.
Telegeusis (Horn, 1895)
Telegeusis chamelensis (Zaragoza Caballero, 1975)
Telegeusis debilis (Horn, 1895)
Telegeusis nubifer (Martin, 1932)
Telegeusis panamaensis (Allen et Hutton, 1969)
Telegeusis schwarzi (Barber, 1952)
Telegeusis texensis (Fleenor et Taber, 2001)
Pseudotelegeusis (Wittmer, 1976)
Pseudotelegeusis howdeni (Wittmer, 1976)
Pseudotelegeusis oculatus (Wittmer, 1976)
Pseudotelegeusis jiliotupaensis (Zaragoza Caballero, 2008)
Pseudokarumia (Pic, 1931)
Pseudotelegeusis angustata (Pic, 1931)

## Fordítás
- Ez a szócikk részben vagy egészben  a   Telegeusidae című norvég Wikipédia-szócikk fordításán alapul.  Az eredeti cikk szerkesztőit annak laptörténete sorolja fel. Ez a jelzés csupán a megfogalmazás eredetét és a szerzői jogokat jelzi, nem szolgál a cikkben szereplő információk forrásmegjelöléseként.